# Hydrogonium pseudoehrenbergii
Hydrogonium pseudoehrenbergii là một loài Rêu trong họ Pottiaceae. Loài này được (M. Fleisch.) P.C. Chen mô tả khoa học đầu tiên năm 1941.